# Die Tote in der Bibliothek
Die Tote in der Bibliothek (Originaltitel The Body in the Library) ist der 31. Kriminalroman von Agatha Christie. Er erschien zuerst im Februar 1942 in den USA bei Dodd, Mead and Company und im Mai desselben Jahres im Vereinigten Königreich im Collins Crime Club.
Die deutschsprachige Erstausgabe wurde 1943 in der Übertragung aus dem Englischen von Anna Katharina Rehmann im Scherz Verlag (Bern) veröffentlicht. 2001 gab der Fischer-Taschenbuch-Verlag Frankfurt am Main, der die Rechte seit der Übernahme des Scherz-Verlages bis heute hält, eine Neuübersetzung von Barbara Heller heraus. Diese Übersetzung erschien im selben Verlag 2004 unter dem Titel Das Rätsel der Tänzerin. Derzeit ist das Werk bei Fischer wieder unter dem alten Titel im Programm.
Es ermittelt Miss Marple in ihrem zweiten Roman, nach ihrem ersten Romanauftritt in Mord im Pfarrhaus.

## Handlung
In der Bibliothek des Landhauses des Ehepaares Bantry wird die Leiche einer jungen Frau gefunden, die erwürgt wurde. Die Tote trägt auffällig kitschige Abendkleidung und hat sehr blonde Haare.
Dolly Bantry zieht ihre alte Freundin Miss Marple hinzu, da sie einerseits befürchtet, dass, wenn der Mord nicht aufgeklärt würde, ihr Mann hinter vorgehaltener Hand immer als Verdächtiger gelten würde, und sie zudem der Auffassung ist, „...wenn schon ein Mord im eigenen Haus passiert, sollte man auch seinen Spaß daran haben“.
Da es keinen Hinweis auf eine Verbindung zwischen der Toten und dem Ehepaar gibt, versucht man anhand von Vermisstenmeldungen den Namen der Toten zu ermitteln. Dem Alter nach kommt nur die Pfadfinderin Pamela Reeves infrage, ihre Beschreibung passt aber nicht zu der der Toten. Dann trifft die Vermisstenmeldung von Ruby Keene ein. Sie wird von der entfernten Verwandten Josie Turner identifiziert, die sich um die verwaiste Ruby kümmerte und sie als Eintänzerin in einem nahe gelegenen Hotel einarbeitete.
Während der Ermittlungen werden die Polizeibeamten und Miss Marple mit allerlei Verdächtigen konfrontiert. Zum einen mit den verwitweten Schwiegerkindern des vermögenden Mr. Jefferson, zum anderen mit einem nervösen jungen Mann namens Bartlett und dem im Filmgeschäft tätigen Basil Blake.
Mr. Jefferson, der die Vermisstenmeldung aufgab, hatte vor Jahren schwer verletzt einen Flugzeugabsturz überlebt, aber dabei seine Frau und Kinder verloren. Er sitzt seitdem im Rollstuhl, und seine Gesundheit ist angegriffen. Durch seine Zuneigung zu Ruby Keene fand er zu neuer Lebensfreude. Er wollte Ruby adoptieren und ihr sein Vermögen hinterlassen, ahnte dabei aber nicht, dass sowohl seine Schwiegertochter Adelaide Jefferson als auch sein Schwiegersohn Mark Gaskell finanzielle Schwierigkeiten hatten.
Beide verfügen jedoch über Alibis in Bezug auf die Tatzeit. Bartlett macht sich zwar verdächtig, doch hat er kein Motiv, und Blake war mit dem Mädchen kaum bekannt.
Wenig später wird die Leiche einer weiteren jungen Frau im ausgebrannten Wagen von Bartlett gefunden, die anhand von Kleidungsresten als die vermisste Pamela Reeves identifiziert wird. Miss Marple findet heraus, dass Pamela zu vermeintlichen Probeaufnahmen eines Hollywoodproduzenten von ihrer Pfadfindergruppe weggelockt wurde. Daher rückt Basil Blake, der sich exzentrisch gibt und in einer (nach außen hin) unmoralischen Liaison mit seiner Freundin lebt, wieder in den Fokus der Ermittlungen.
Miss Marple entdeckt zeitgleich mit der Polizei, dass die Leiche Ruby Keenes von Basil Blakes Haus zur Bibliothek der Bantrys geschafft wurde. Blake behauptet, die Leiche nur gefunden und dann in angetrunkenem Zustand weggeschafft zu haben. Die Polizei verhaftet ihn, doch Miss Marple äußert ihre Zweifel. Sie überzeugt die Polizei, dem wahren Mörder eine Falle zu stellen. Dazu soll Mr. Jefferson seinen Schwiegerkindern erklären, er wolle sein Testament zugunsten einer Stiftung ändern. In der folgenden Nacht schleicht sich der Mörder mit einer Spritze in das Zimmer von Mr. Jefferson und wird überwältigt.
Miss Marple stillt die Neugier der Polizei und erklärt den Fall. Sie erkannte anhand abgekauter Fingernägel, dass die Leiche in der Bibliothek gar nicht Ruby Keene, sondern Pamela Reeves war. Da Josie Turner sie jedoch identifiziert hatte, musste diese mit dem Mord zu tun haben.
Josie ist insgeheim mit dem Schwiegersohn von Mr. Jefferson verheiratet. Dieser würde jedoch die finanzielle Unterstützung für Mark Gaskell und das sicher geglaubte Erbe streichen, wenn er von der Heirat erführe. Daher wollte man mit der Öffentlichmachung bis zu Mr. Jeffersons baldigem Tode warten. Ruby Keene drohte nun alles zum Scheitern zu bringen. Josie und Gaskell lockten deshalb ein naives junges Mädchen mit dem Versprechen an, sie zum Film zu bringen, machten sie wie Ruby zurecht und ermordeten sie. Mark Gaskell brachte die Leiche in das Haus von Blake. Da dieser in Wirklichkeit mit seiner Partnerin verheiratet ist, dies aber verheimlicht, um einen glamourösen Schein zu wahren, war die Hoffnung von Mark und Josie, dass die Ermittlungen sich auf eine Affäre Basil Blakes konzentrieren würden.
Zum Zeitpunkt des Mordes an Pamela Reeves war die echte Ruby jedoch noch am Leben und tanzte in aller Öffentlichkeit, so dass die Mörder sich ein Alibi verschaffen konnten.
Die echte Ruby wurde erst wesentlich später ermordet und dann im Wagen verbrannt. Nach der Ankündigung Mr. Jeffersons, sein Testament zu ändern, reist Mark Gaskell nach London, um sich erneut ein Alibi zu verschaffen, während Josie Turner dabei ertappt wird, als sie Mr. Jefferson mit einer Spritze Digitalis ermorden will.

## Personen
- Miss Jane Marple, die altjüngferliche Amateurdetektivin aus dem Dorf St. Mary Mead
- Arthur Bantry, Colonel a. D., Besitzer des Landguts Gossington bei St. Mary Mead
- Dolly Bantry, Frau des Colonels und Freundin von Jane Marple
- Conway Jefferson, ein reicher Invalide
- Adelaide Jefferson, Jeffersons verwitwete Schwiegertochter
- Peter Carmody, Sohn von Adelaide Jefferson aus einer früheren Ehe
- Mark Gaskell, Jeffersons verwitweter Schwiegersohn
- Ruby Keene, Cousine von Josephine Turner und Eintänzerin im Hotel Majestic
- Basil Blake, Filmproduzent und Bewohner von St. Mary Mead
- George Bartlett, Gast im Hotel Majestic
- Josephine Turner, Cousine und Kollegin von Ruby
- Raymond Starr, Eintänzer im Majestic, Tennistrainer und Liebhaber von Adelaide
- Pamela Reeves, Pfadfinderin
- Sir Henry Clithering, ehemaliger Chief Superintendent von Scotland Yard und gut befreundet mit Miss Marple
- Melchett, Colonel und Polizeichef
- Harper, Superintendent der Polizei
- Slack, Inspektor der örtlichen Polizei

## Kritiken
Maurice Willson Disher vom The Times Literary Supplement zeigte sich in seiner Kritik am 16. Mai 1942 von dem Buch beeindruckt: „Manch eine treue Seele mag sich nach Poirot sehnen, es wird und muss aber andere geben, die froh um seine Ablösung durch Miss Marple in dem neuesten Roman von Agatha Christie sind. Das liegt daran, dass professionelle Detektive den alten (oder nicht so alten) Jungfern, die geübt darin sind, hinter die Kulissen zu schauen, nicht mehr gewachsen sind – und letztere sind daher sehr in Mode. Selbst unter dieser Voraussetzung muss man von der Logik der alten Jungfern beeindruckt sein. Wenn Miss Marple sagt, das Kleid sei ganz falsch, dann hat sie damit eine Tatsache zum Ausdruck gebracht, die einem männlichen Auge verborgen bleibt – dabei aber von großer Relevanz ist. Das Buch ‚The Body in the Library‘ sollte Hendon College (eine Polizeiakademie) von den Vorteilen koedukativer Ausbildung überzeugen.“
Maurice Richardson war in seiner Kritik im Observer vom 17. Mai 1942 nicht so begeistert wie von den anderen Christies bisher und schließt seine Rezension: „Genial, natürlich, aber die Handlung ist etwas konfus und die Ablenkungsmanöver haben ihre Leuchtkraft verloren.“

## Bezüge zu anderen Werken
Im achten Kapitel lässt Christie ihren Namen fallen, und zwar aus dem Munde des Jungen Peter Carmody. Er erklärt, dass er gern Detektivromane lese und dass er schon die Autogramme von Dorothy L. Sayers, Agatha Christie, John Dickson Carr und H. C. Bailey habe.
Im sechs Jahre zuvor veröffentlichten Cards on the Table (Mit offenen Karten) nennt Anne Meredith die Figur Ariadne Oliver als Autorin eines Buchs mit dem Titel The Body In the Library (Die Tote in der Bibliothek).
Mehrere Figuren wie Arthur und Dolly Bantry sowie Sir Henry Clithering wurden von Christie bereits im Sammelband Der Dienstagabend-Klub (1932) verwendet, in dem auch Raymond West auftaucht, ein Neffe Miss Marples, den diese in Die Tote in der Biblliothek mehrfach erwähnt. Im Roman Mord im Spiegel (1962) taucht Dolly Bantry erneut auf.

## Wichtige englischsprachige und deutschsprachige Ausgaben
- 1942 Erstausgabe: Dodd Mead and Company (New York) – der Roman erschien zuerst in den USA
- 1942 Erstausgabe im Vereinigten Königreich: Collins Crime Club
- 1943 deutschsprachige Erstausgabe: Die Tote in der Bibliothek. Aus dem Englischen von Anna Katharina Rehmann. Scherz Verlag Bern[3]
- 2001 Neuübersetzung ins Deutsche: Die Tote in der Bibliothek. Aus dem Englischen von Barbara Heller. Fischer-Taschenbuch-Verlag Frankfurt am Main[4]
- 2004 ungekürzte Ausgabe der Übersetzung von 2001 unter dem Titel: Das Rätsel der Tänzerin. Fischer-Taschenbuch-Verlag Frankfurt am Main[5]

## Hörbücher
- 2001 Die Tote in der Bibliothek (4 Tonkassetten oder 5 CDs): Einzige ungekürzte Lesung. Sprecherin: Ursula Illert. Regie: Hans Eckardt. Übersetzung von Barbara Heller. Verlag und Studio für Hörbuchproduktionen Beltershausen[8]
- 2005	Die Tote in der Bibliothek (3 CDs): Mit der original Miss-Marple-Filmmelodie. Gelesen von Traudel Sperber. Regie: Sven Stricker. Aus dem Englischen von Tanja Handels. Autorisierte Lesefassung. Der Hörverlag, München[9]

## Fernsehfilme
Für das Fernsehen wurde der Roman bisher dreimal verfilmt.
- Die erste Adaption ist eine BBC-Produktion aus dem Jahr 1984 mit Joan Hickson in der Rolle der Miss Marple. Der Film wurde in drei Teilen vom 26. bis 28. Dezember ausgestrahlt und bildete den Auftakt der 12-teiligen Fernsehserie Agatha Christie’s Miss Marple.
- 2004 wurde der Roman erneut verfilmt, für die ITV-Fernsehserie Agatha Christie’s Marple mit Geraldine McEwan in der Hauptrolle. Diese Version enthält große Veränderungen gegenüber der Romanvorlage. So wird die Identität des Mörders verändert und ein lesbischer Subplot hinzugefügt.
- Eine Leiche im Bett, der neunte Teil (2011) der französischen Fernsehserie Kleine Morde, ist auch eine Adaption von „Die Tote in der Bibliothek“. Die Kriminalfälle sind für die Serie in das Frankreich der 30er Jahre versetzt worden – darüber hinaus sind die handelnden Personen ausgetauscht worden. So ermittelt auch nicht Miss Marple, sondern der Superintendent Larosière gemeinsam mit dem jungen Inspektor Lampion.

## Hörspiele
Der WDR adaptierte den Roman 1957 in seiner Reihe Klassiker der Kriminalliteratur für den Hörfunk. Die Bearbeitung stammte von Jürgen Gütt. Die Musik komponierte Werner Haentjes. Unter der Regie von Friedhelm Ortmann sprach Ida Ehre die Rolle der Miss Marple. Zu den weiteren Sprechern gehörten u. a. Hermann Schomberg, Gerda Maurus, Wolfgang Schirlitz, Hannes Messemer, Kurt Meister und Hansjörg Felmy.
Die Abspieldauer beträgt 83'20 Minuten. Die Aufnahme ist leider in keiner ARD-Rundfunkanstalt mehr verfügbar.